# Przełajka
Przełajka – dzielnica Siemianowic Śląskich o charakterze mieszkaniowo-rolniczym. Znajduje się na północnych obrzeżach miasta. Zamieszkuje ją 1352 mieszkańców (2012 r.), przez co jest najmniejszą dzielnicą miasta. Graniczy z Piekarami Śląskimi, Wojkowicami, Będzinem, Czeladzią i Bańgowem (dzielnicą miasta). Rzeką graniczną jest Brynica. Na Przełajce znajduje się kościół pod wezwaniem Wniebowzięcia NMP. Parafia należy do dekanatu Siemianowice.

## Nazwa
Etymologia nazwy - od końca X w. do XIII w. kształtują się nazwy służebne. Do nich należy zaliczyć nazwę wsi "Przelaja" (1313 r.), "Przeleyka" (1532 r.), "Przelaika" (1619 r.), wreszcie "Przełajka". W zabytkach polskiego piśmiennictwa wyraz "prelaja" oznaczał zobowiązanie poddanych do uczestnictwa w nagonce jeleni podczas książęcych polowań. Powinność tę w dokumentach łacińskich określano jako custodia cervorum. W ogólnym znaczeniu "przełaja" oznaczała "bok", "ubocze" i w tym znaczeniu wyraz ten należy odnieść do nazwy miejscowości "Przełajka", jako do osiedla znajdującego się na uboczu.
W alfabetycznym spisie miejscowości z terenu Śląska wydanym w 1830 roku we Wrocławiu przez Johanna Knie miejscowość występuje pod obecnie używaną polską nazwą Przełaika. Niemiecki nauczyciel Heinrich Adamy w swoim dziele o nazwach miejscowych na Śląsku wydanym w 1888 roku we Wrocławiu wymienia nazwę "Przelaika" podając jej znaczenie jako "An der Lake (am Teiche)".

## Historia
Dzieje Przełajki – w XIII w. Przełajka była wsią książęcą, funkcjonującą jeszcze przez następne stulecia na prawie polskim, w przeciwieństwie do sąsiednich osad, które na przełomie XIII i XIV w. lokowano ponownie na prawie magdeburskim. Rolnictwo i ziemiopłody odgrywały wówczas w Przełajce rolę drugorzędną. W dzień św. Urbana I 25 maja 1313 r. książę bytomsko-kozielski Ziemowit, syn Kazimierza II księcia bytomskiego, darował za "wielkie czyny" Przełajkę swojemu rycerzowi Przecławowi Dudkowi.
Dokument poświadczyli Andrzej ze Świętochłowic i Piotr z Paniów. Odtąd jako dobra rycerskie, Przełajka częściej zmieniała swych właścicieli. Kolejnym dziedzicem osady został Niklas (Mikołaj) z Przełaju (zm. 1420 r.), którego spadkobiercy uzyskali od księcia Bolka staw na pograniczu Dąbrówki, należącej wtedy do klasztoru w Mogile pod Krakowem. Książę w dokumencie z 6 grudnia 1420 r. zezwolił właścicielom Przełajki na podwyższenie wody w stawie, o ile da się to uczynić bez szkody dla młyna wodnego w Dąbrówce. W 1456 r. jako dziedzic wsi występował Mikołaj Przeleyski. W 1532 r. na opuszczonych dobrach, których wartość szacowano na 100 złotych reńskich, "siedział" Jan Twardawski. W tym czasie w Siemianowicach, Bańgowie, Michałkowicach i Przełajce silną pozycję majątkową uzyskały rodziny Starzyńskich, Borkowskich, Krecików i Miroszeskich, których zasługą była krótka stabilizacja życia gospodarczego w tym rejonie. Pod zarządem Starzynskich podniosła się z ruiny Przełajka. W 1625 r. Adam Starzyński odstąpił ją właścicielowi Załęża Andrzejowi z Borku Borkowskiemu. W 1631 r. dobra te należały już do syna Andrzeja, Jana Borkowskiego. W latach "potopu", około 1656 r., padły one ofiarą pożaru wznieconego przez rabujących żołnierzy szwedzkich Karola Gustawa. W zniszczonym majątku osiadł wówczas Andrzej Krecik vel Kreczyk ze Stanwic i Mokrego. Podejmowane przez niego próby ponownego osiedlenia chłopów i odbudowy Przełajki nie powiodły się. Andrzej Krecik współczesnym dał się pozna jako fundator kaplicy pod wezwaniem Niepokalanego Poczęcia Najświętszej Marii Panny przy kościele farnym w Czeladzi. Była to powszechnie przyjęta forma ekspiacji za grzechy. Uważano, że wszelkie zło, czy to prywatne, czy publiczne, pochodzi z obrazy boskiej, wynikającej z zaniedbywania praktyk religijnych. Na mieszkańcach Przełajki ciążyła klątwa, również panowie Krecikowie "wiele nadokazywali". Prawdopodobnie po śmierci Andrzeja Krecika w 1694 r. Przełajka oddana została na trzy lata w dzierżawę Janowi Kamińskiemu. Następnie przejął ją najstarszy syn Andrzeja, Józef Konstanty Krecik ze Stanwic, który w 1700 r. wyraził zgodę na pobór dziesięciny w swoich dobrach na rzecz proboszcza z Czeladzi, aby w zamian została zdjęta ekskomunika. Mieszkańcy Przełajki już od 1694 r. byli wyłączeni ze wspólnoty wiernych, za uchylenie się od tej powinności na rzecz Kościoła. Konflikt nie został jednak w pełni zażegnany, gdyż w 1774 r. Józef Konstanty znieważył czynnie w kościele księdza prałata czeladzkiego. Spór rozstrzygnęła śmierć krewkiego szlachcica, po którym dobra dziedziczył jego brat, Jan Jerzy Krecik. Po jego śmierci dziedziczką na Przełajce jest wdowa po nim Ewa Krecikowa. Z jej rąk dobra Przełajki przechodzą w posiadanie hr. Hugona I Henckla von Donnersmarcka na Siemianowicach i zostały złączone z kompleksem dóbr siemianowickich. W 1726 r. nowy właściciel, hr. Donnersmarck zbudował nad stawem przełajskim fryszerkę. Odtąd dobra przełajskie stanowiły część dóbr siemianowickich, aż do 1871 r. (dnia 1 lipca), kiedy wszystkie majątki dóbr siemianowickich razem z obiektami przemysłowo - górniczymi nabyła od hr. Hugona I Henckel von Donnersmarcka Spółka Akcyjna "Zjednoczone Huty Królewska i Laura" z siedzibą w Berlinie. Własnością tej spółki pozostał obszar dworski w Przełajce aż do czasu ostatniej wojny. Do 1951 roku miejscowość była siedzibą gminy Przełajka. W Piekarach Śląskich i okolicach, szczególnie w dzielnicy Kamień, popularne jest powiedzenie Przez Przełajka do Piekor, oznaczające bardzo długą, zawiłą drogę, na około, ale zawsze do celu. Główny szlak komunikacyjny stanowi ulica Wiejska.

## Architektura
Zabytki i obiekty krajoznawcze:
- kapliczka bł. Jana Sarkandra,
- kapliczka św. Izydora – ul. Wiejska i Żniwna,
- kapliczka na Sośniej Górze,
- kościół pw. Wniebowzięcia NMP z 1951 r.

## Komunikacja
Na dzielnicy kursują cztery autobusy zwykłe: 96, 196, 664 i 665 oraz jeden nocny: 30N, dzięki czemu Przełajka ma połączenie z pozostałymi dzielnicami Siemianowic i Chorzowem, a w nocy też z Katowicami.

## Galeria

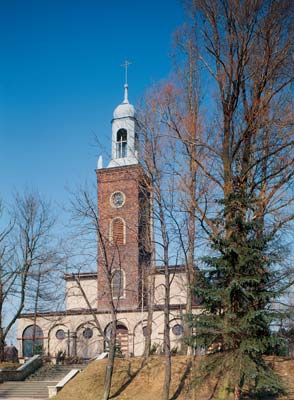
Kościół Wniebowzięcia Najświętszej Maryi Panny
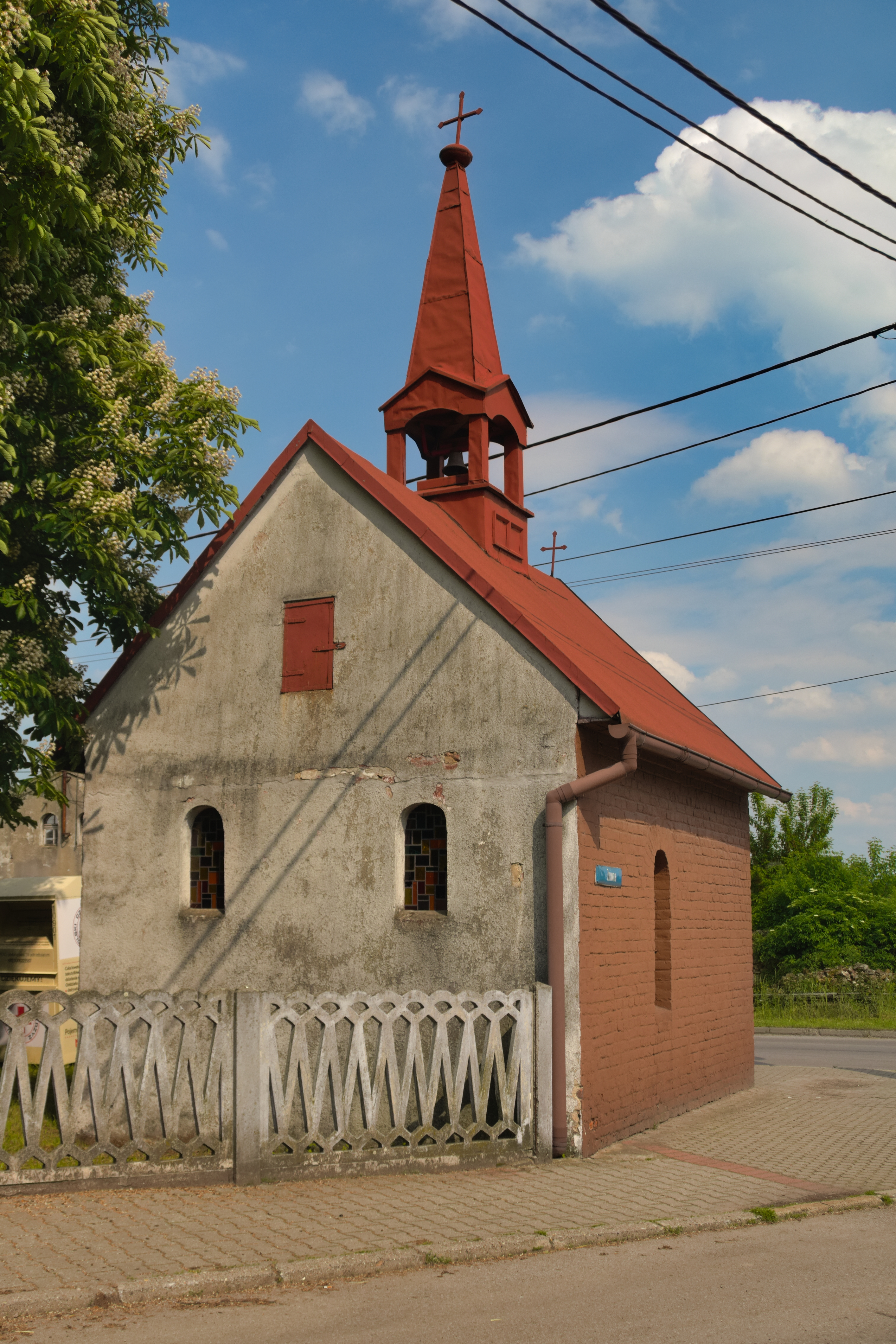
Kapliczka św. Izydora Oracza przy ul. Wiejskiej
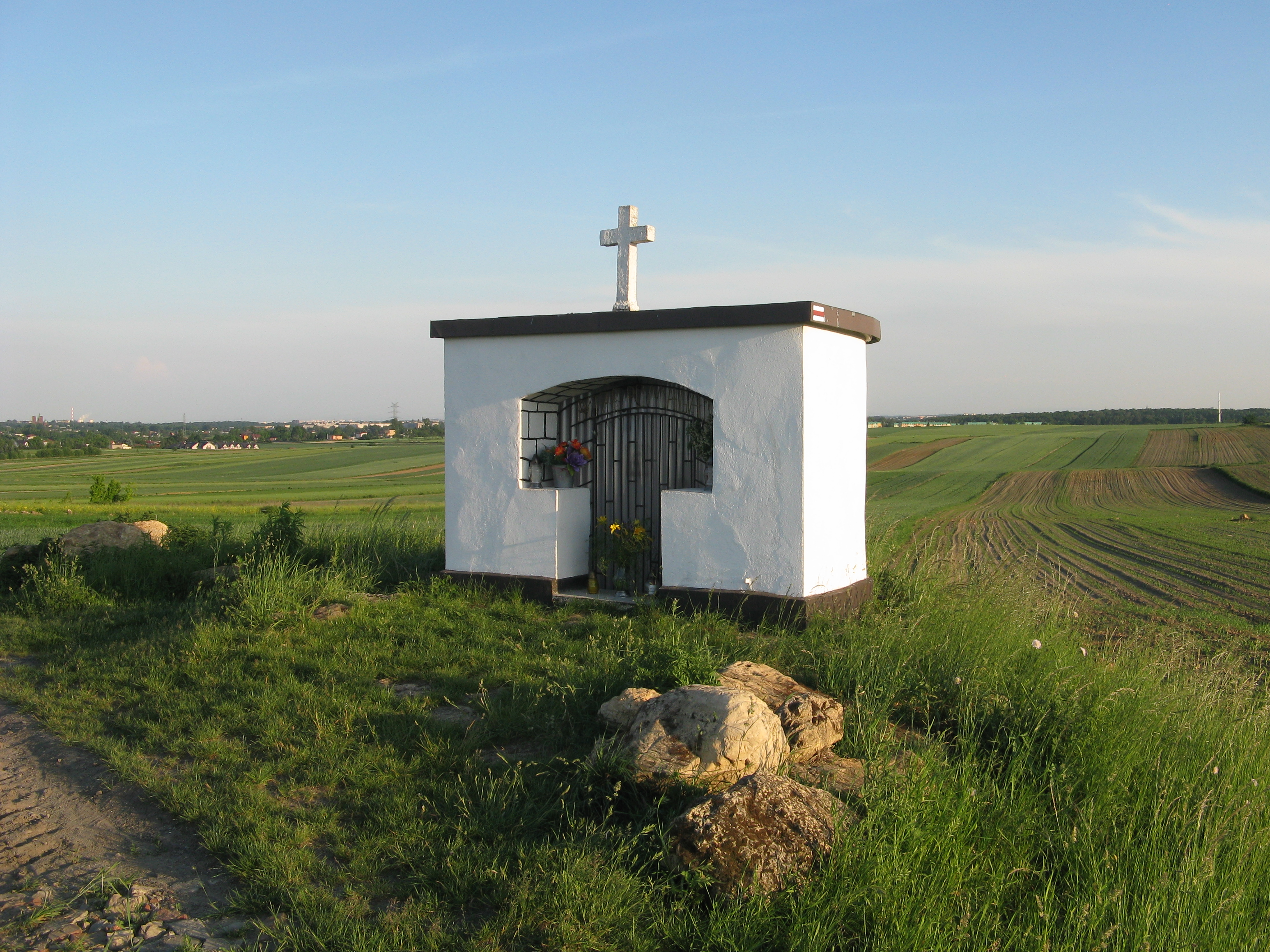
Kapliczka na Sośniej Górze
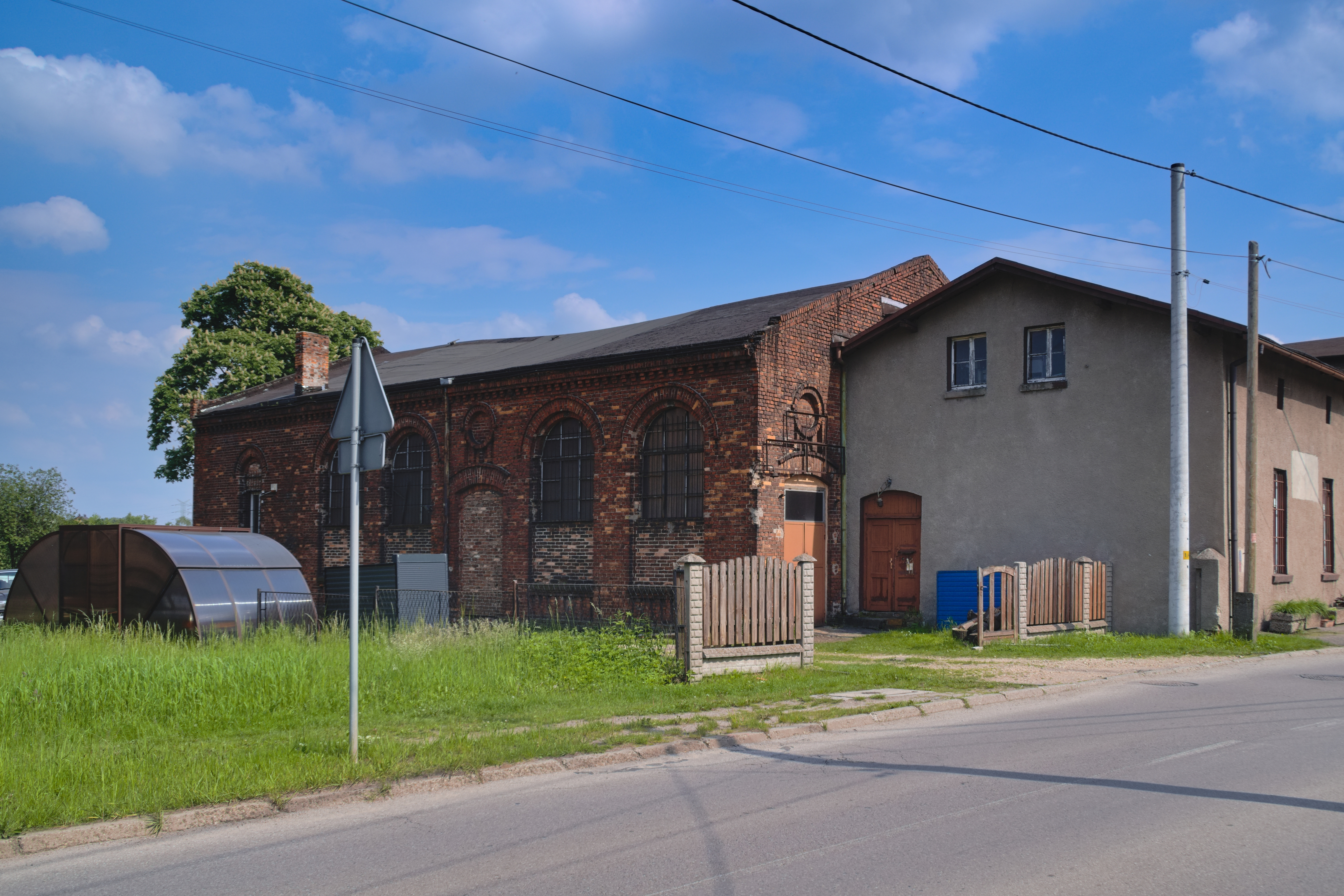
Budynek restauracji z salą bankietową przy ul. Wiejskiej
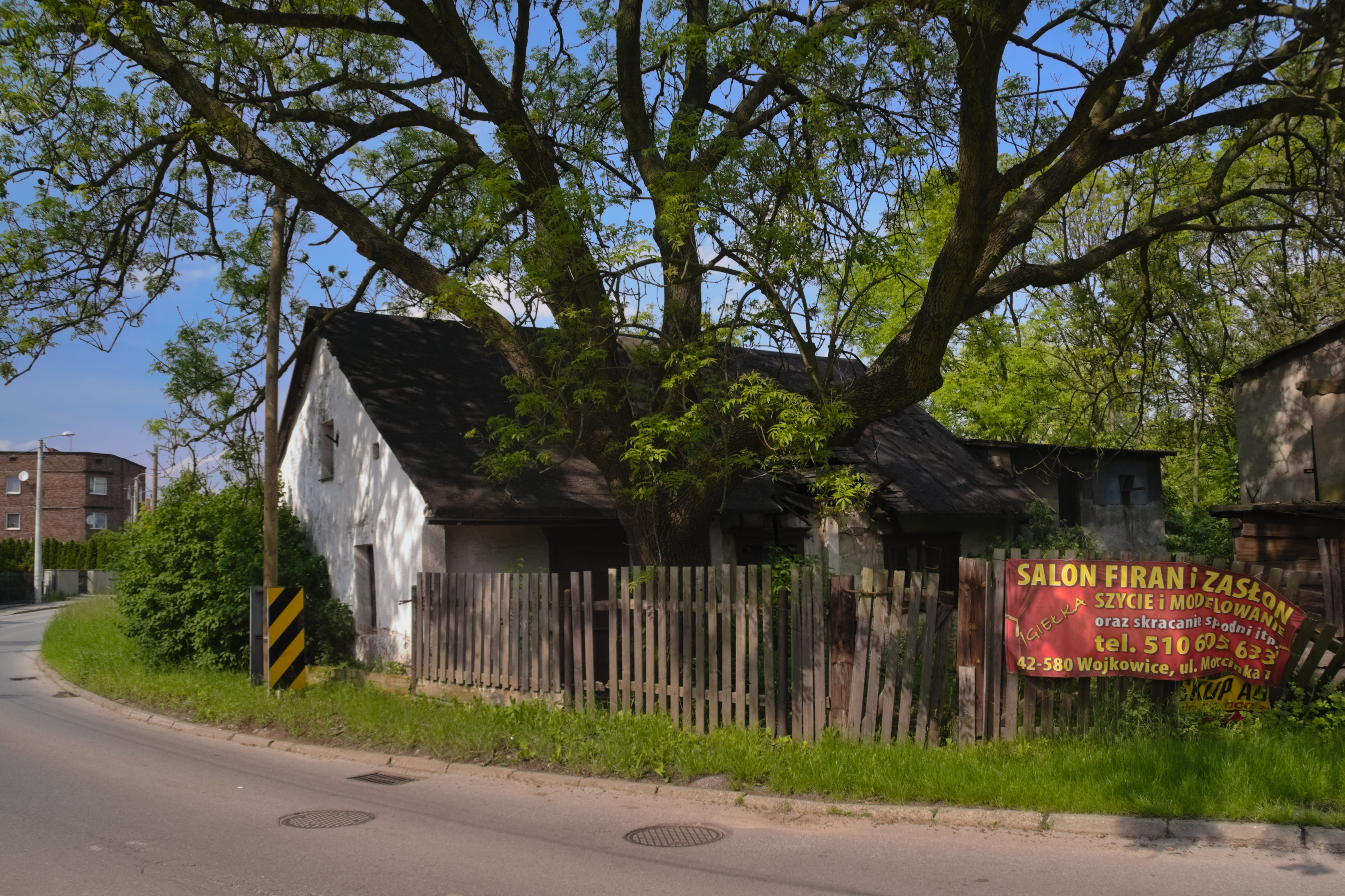
Stary dom przy ul. Wiejskiej
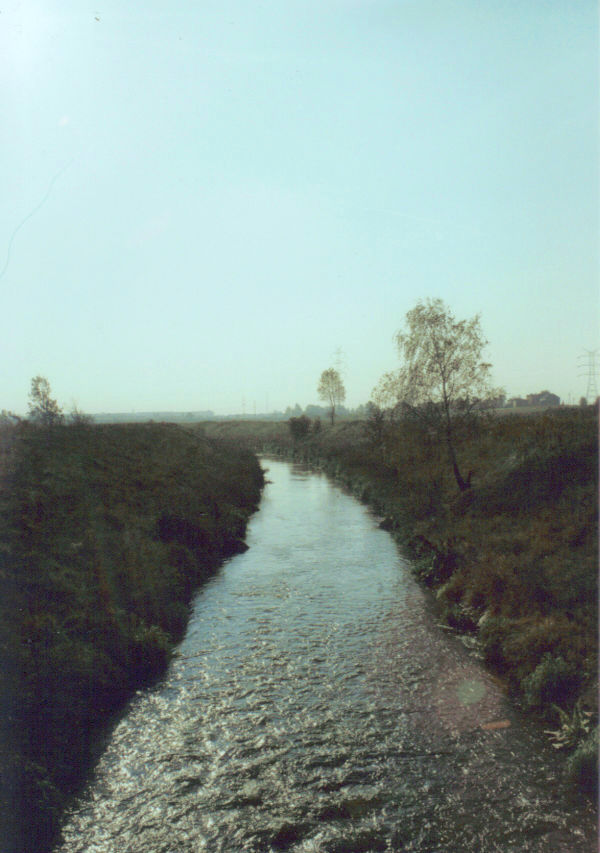
Brynica w Przełajce

## Literatura
- Zdzisław Janeczek, Od Sancovic do Siemianowic, Katowice 1993 r.
- Białas Jacek, Marcin, Andrzej, Przełajka Kronika Parafialna, Przełajka 1999 r.